# Менезес Жуниор, Карлос де
Ка́рлос де Мене́зес Жу́ниор (порт. Carlos de Menezes Júnior более известный, как Кака́ Жу́ниор порт. Cacá Júnior; родился 25 апреля 1998 года в Висконде де Рио Бранко, Бразилия) — бразильский футболист, защитник клуба «Коринтианс».

## Биография
Кака — воспитанник клуба «Крузейро». 14 октября 2018 года в матче против «Васко да Гама» он дебютировал в бразильской Серии A. 1 ноября 2019 года в поединке против «Ботафого» Жуниор забил свой первый гол за «Крузейро».
14 февраля 2021 года подписал однолетний контракт с японским клубом «Токусима Вортис».